# Storchenturm (Herrieden)

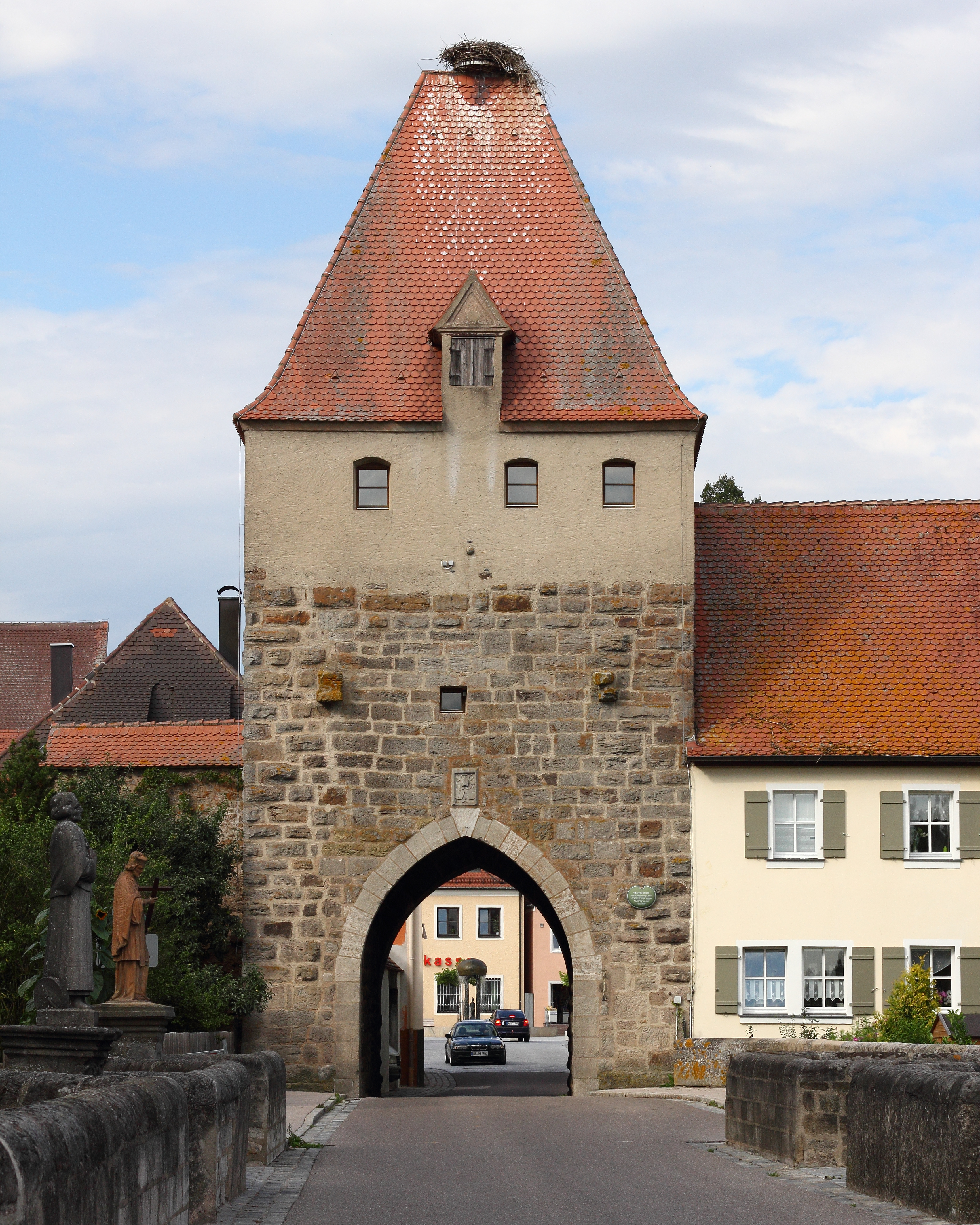
Der Storchenturm (2011)

Der Storchenturm ist ein mittelalterlicher Torturm und Bestandteil der ehemaligen Stadtbefestigung von Herrieden im mittelfränkischen Landkreis Ansbach. Das Gebäude ist unter der Denkmalnummer D-5-71-166-29 als Baudenkmal in die Bayerische Denkmalliste eingetragen. Der Storchenturm steht am südlichen Ende des Marktplatzes. Die postalische Adresse lautet Marktplatz 6.
Der 1316 durch Kaiser Ludwig den Bayern zerstörte Storchenturm wurde 1340 unter Fürstbischof Heinrich V. Schenk von Reicheneck wieder aufgebaut. Der Turm wurde als Stadttor schon seit jeher als Verkehrsweg genutzt, heute führt die Staatsstraße 2448 als Fortsetzung des Marktplatzes hindurch. Der Storchenturm gehört zu den wenigen Gebäuden im Altmühltal, auf denen noch heute Störche nisten. Heute wird der Turm vom Fotoclub Herrieden als Vereinsheim genutzt.